# Mayra Flores

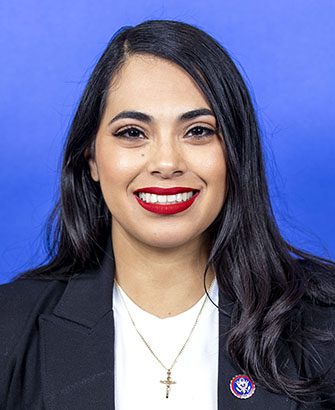
Mayra Flores am Tag ihres Amtsantritts am 21. Juni 2022.

Mayra Flores (* 1. Januar 1986 in Burgos, Tamaulipas, Mexiko) ist eine US-amerikanische Politikerin der Republikanischen Partei in Texas. Sie zog bei einer Nachwahl im Juni 2022 in das Repräsentantenhaus der Vereinigten Staaten ein und repräsentierte dort den 34. Wahlbezirk von Texas. Sie war die erste in Mexiko geborene Abgeordnete im Kongress der Vereinigten Staaten. Bei den Wahlen im November 2022 und 2024 wurde sie nicht wiedergewählt.

## Leben
Mayra Flores’ Eltern wanderten mit ihr in die Vereinigten Staaten ein, als sie sechs Jahre alt war. Sie wuchs dann im Rio Grande Valley in Texas auf. 2004 schloss sie in San Benito die High School ab und studierte dann am South Texas College. Sie war dann später als Atmungstherapeutin tätig. Sie ist mit einem Beamten der Grenzschutzbehörde verheiratet.

## Politik
Zwar wuchs Mayra Flores in einer überwiegend die Demokratische Partei unterstützenden Familie auf, stellte an einem Punkt aber fest, dass ihre Ansichten zu Religion, Schwangerschaftsabbruch und Grenzsicherung eher von den Republikanern vertreten wurden. Etwa fünf Jahre, bevor sie 2022 für das Repräsentantenhaus kandidierte, begann sie in der örtlichen Republikanischen Partei aktiv zu werden. Sie leitete schließlich das Programm der Partei zum Ansprechen von Latinos im Hidalgo County. Mayra Flores hatte ihre Kandidatur ursprünglich bereits für die reguläre Repräsentantenhauswahl im November 2022 angemeldet, als im März der der demokratische Abgeordnete Filemon Vela seinen Rücktritt erklärte. Sie meldete sich daher für die Nachwahl für Velas Sitz im Repräsentantenhaus an. Flores konnte im Wahlkampf auf etwa zehnmal mehr Wahlkampfgelder zurückgreifen als ihr demokratischer Konkurrent. Ihr Wahlkampfthema waren dabei vor allem die wirtschaftlichen Schwierigkeiten ihrer Wähler bei hoher Inflation.

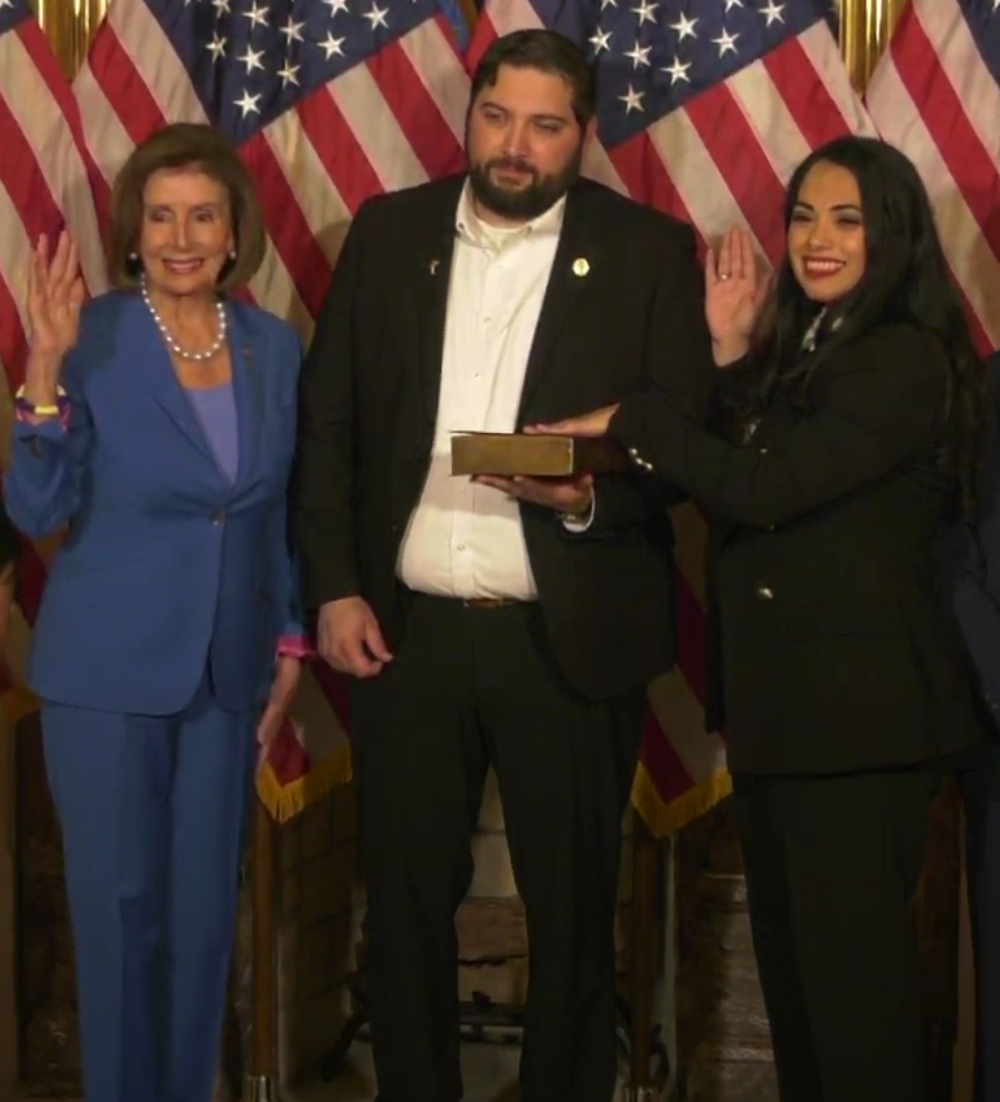
Die Sprecherin des Repräsentantenhauses Nancy Pelosi (links) nimmt den Amtseid von Mayra Flores (rechts) in Gegenwart von Flores’ Ehegatten (Mitte) ab.

Bei der Wahl am 14. Juni 2022 konnte sie 51 % der Stimmen auf sich vereinigen und vertrat damit bis zum Januar 2023 ihren Distrikt im Repräsentantenhaus. Am 21. Juni 2022 trat Mayra Flores ihr Amt als erste in Mexiko geborene Abgeordnete im Kongress der Vereinigten Staaten an.
Bei den Kongresswahlen 2022 am 8. November 2022 verlor sie beim Versuch der Wiederwahl ihren Sitz gegen den demokratischen Kandidaten Vicente González. Während des Wahlkampfes war sie vom National Republican Congressional Committee im Rahmen eines Young-Guns-Programms besonders gefördert worden. Sie erkannte ihre Niederlage auf Twitter an und erklärte, dass die erhoffte „Rote Welle“ ausgeblieben sei.
Bei den Kongresswahlen 2024 tritt Flores erneut im 34. Wahlbezirk an. In den Vorwahlen setze sie sich gegen zwei Herausforderer mit 81 Prozent durch. Sie konnte erheblichen Wahlkampfspenden für die Wahl anwerben – allein in dem ersten Quartal 2024 $ 1,1 Million. Sie wurde auch 2024 in das Young-Gun-Programm des National Republican Congressional Committee aufgenommen, da republikanische Führer im Kongress ihren Wahlbezirk als besonders aussichtsreich ansahen. Im August 2024 investierte das Komitee $ 600.000 in Wahlwerbespots für Flores, die erste derartige Investition für einen texanischen Kandidaten in dieser Wahl. Im Wahlkampf trat sie unter anderem bei kirchlichen Veranstaltungen in Harlingen, Brownsville und San Benito auf, und ließ sich regelmäßig von einem Pastor begleiten. Sie musste sich aber letztlich erneut Vicente Gonzalez geschlagen geben.